# NSWRL 1941
Die NSWRL 1941 war die 34. Saison der New South Wales Rugby League Premiership, der ersten australischen Rugby-League-Meisterschaft. Den ersten Tabellenplatz nach Ende der regulären Saison belegte der Eastern Suburbs RLFC. Dieser verlor im Finale 14:31 gegen die St. George Dragons, die damit zum ersten Mal die NSWRL gewannen.

## Tabelle
|     | Team                          | Spiele | Siege | Unent. | Ndlg. | Spiel- punkte | Diff. | Tabellen- punkte |
| --- | ----------------------------- | ------ | ----- | ------ | ----- | ------------- | ----- | ---------------- |
| 01. | Eastern Suburbs               | 14     | 9     | 0      | 5     | 217:160       | + 57  | 18               |
| 02. | Balmain Tigers                | 14     | 9     | 0      | 5     | 243:205       | + 38  | 18               |
| 03. | Canterbury-Bankstown Bulldogs | 14     | 9     | 0      | 5     | 205:182       | + 23  | 18               |
| 04. | St. George Dragons            | 14     | 8     | 1      | 5     | 307:248       | + 59  | 17               |
| 05. | Newtown Jets                  | 14     | 6     | 2      | 6     | 219:242       | - 23  | 14               |
| 06. | Western Suburbs Magpies       | 14     | 6     | 0      | 8     | 247:226       | + 21  | 12               |
| 07. | South Sydney Rabbitohs        | 14     | 4     | 0      | 10    | 193:277       | - 84  | 8                |
| 08. | North Sydney Bears            | 14     | 3     | 1      | 10    | 171:262       | - 91  | 7                |

## Playoffs

### Halbfinale
| 16. August | Eastern Suburbs | 24 : 22 | Canterbury-Bankstown Bulldogs | Sydney Cricket Ground, Sydney Zuschauer: 21.000 Schiedsrichter: Tom McMahon Jr. |
| 16. August | Bericht         |         |                               | Sydney Cricket Ground, Sydney Zuschauer: 21.000 Schiedsrichter: Tom McMahon Jr. |

| 23. August | St. George Dragons | 32 : 8 | Balmain Tigers | Sydney Cricket Ground, Sydney Zuschauer: 26.790 Schiedsrichter: Tom McMahon Jr. |
| 23. August | Bericht            |        |                | Sydney Cricket Ground, Sydney Zuschauer: 26.790 Schiedsrichter: Tom McMahon Jr. |

### Grand Final
| 30. August | St. George Dragons                                                                   | 31 : 14        | Eastern Suburbs                                               | Sydney Cricket Ground, Sydney Zuschauer: 39.957 Schiedsrichter: Tom McMahon Jr. |
| 30. August | Versuche: Campbell (2), Hart, Hasson, Kelly, McAndrew, Smith Erhöhungen: Smith (5/7) | (12:6) Bericht | Versuche: Dermond (2), Bamford, Brown Erhöhungen: Brown (1/4) | Sydney Cricket Ground, Sydney Zuschauer: 39.957 Schiedsrichter: Tom McMahon Jr. |

| 1  | Jack Wedgwood      |
| 2  | Owen Campbell      |
| 3  | Gordon Hart        |
| 4  | Jack Gilbert       |
| 5  | Noel Jones         |
| 6  | Roy Hasson         |
| 7  | Alby McAndrew      |
| 8  | Ignatius Tyquin    |
| 9  | Len Kelly          |
| 10 | Neville Smith      |
| 11 | Lindsay Spencer    |
| 12 | Herb Gilbert Jr.   |
| 13 | Charlie Montgomery |

| 1  | Doug Bartlett    |
| 2  | Percy Dermond    |
| 3  | Dick Dunn        |
| 4  | Dave Brown       |
| 5  | Brian Walsh      |
| 6  | Fred May         |
| 7  | Sel Lisle        |
| 8  | Wal Bamford      |
| 9  | Joe Pearce       |
| 10 | Don Gulliver     |
| 11 | Ray Stehr        |
| 12 | Noel Hollingdale |
| 13 | Jack Arnold      |